# Hercostomus fimbriatus
Hercostomus fimbriatus är en tvåvingeart som beskrevs av Friedrich Hermann Loew 1861. Hercostomus fimbriatus ingår i släktet Hercostomus och familjen styltflugor. Inga underarter finns listade i Catalogue of Life.